# Stanley Osher
Stanley Osher (Brooklyn, 24 de abril de 1942) é um matemático estadunidense.

## Obras
- S. Osher e R. Fedkiw, "Level Set Methods and Dynamic Implicit Surfaces", Springer-Verlag, New York, 2002.
- S. Osher e N. Paragios, "Geometric Level Set Methods in Imaging, Vision and Graphics", Springer-Verlag, New York, 2003.